# Argidia subapicata
Argidia subapicata là một loài bướm đêm trong họ Noctuidae.